# Khách sạn Brda ở Bydgoszcz
Khách sạn Brda là một khách sạn 3 sao nằm ở trung tâm của Bydgoszcz, tại ngã ba Phố Dworcowa và Phố Śniadecki.

## Lịch sử
Tòa nhà tại Bahnhoffstraße 53, vào nửa sau của thế kỷ 19, thuộc về Wilhelm Heise, người điều hành một quán trọ ở đó. Việc giữ nhà trọ được truyền lại vào những năm 1880 cho con trai của ông, trước khi trở thành "Khách sạn của Heise" vào năm 1889, sớm đổi tên thành "Khách sạn Zur Neustadt" (Khách sạn của thị trấn mới).
Sau Thế chiến I, khách sạn đã được đổi tên thành "Khách sạn Nowe Miasto", giữ nguyên ý nghĩa và cùng một chủ sở hữu. Trong những năm 1930, hoạt động của khách sạn sụp đổ và căn nhà trở lại như một ngôi nhà dùng để ở, thuộc sở hữu của Emma và Werner Albrecht. Nó thậm chí còn có một phòng trưng bày cho một nhà sản xuất đồ nội thất nổi tiếng địa phương, Otto Pfefferkorn, sống tại Jagiellonska Street N ° 2.
Các dự án đầu tiên để xây dựng lại một khách sạn tại chính địa điểm này đã xảy ra vào năm 1956, để giảm thiểu tình trạng thiếu phòng ở Bydgoszcz sau khi quốc hữu hóa các khách sạn vào năm 1945. Quyết định đã được đưa ra để xây dựng một tòa nhà mới, dưới sự giám sát của công ty Miastoprojekt. Thiết kế cuối cùng đã được Hội đồng thành phố phê duyệt sau 9 năm đàm phán, việc xây dựng bắt đầu vào năm 1967 và hoàn thành vào ngày 29/8/1972. Vào ngày hôm đó, lúc 7:00, khách sạn đã mở quán cà phê 75 chỗ, lúc 13:00, nhà hàng 150 chỗ, và lúc 16:00, lễ tân khách sạn được mở cửa. Ngoài ra, các dịch vụ khác đã được cung cấp, chẳng hạn như tiệm làm tóc ở tầng hai, văn phòng bàn PKO ở tầng ba, câu lạc bộ bar, phòng xem TV và tầng quan sát (ở tầng cuối cùng). Khách sạn làm việc tại thời điểm đó có 240 nhân viên, và cung cấp tất cả các phòng có phòng tắm, điện thoại và radio.
Một trong những tác động của quy mô của cơ sở hiện là thu hẹp Phố Śniadecki đến mức cuối đại lộ bị đóng cửa để lưu thông.

## Đặc điểm
Khách sạn Brda là một tượng đài trong thành phố, bởi quy mô của nó (lớn nhất ở Kuyavian-Pomeranian Voivodeship khi mới thành lập vào năm 1972), nhưng cũng bởi phong cách của nó. Tòa nhà phản ánh tất cả các lý tưởng của phong cách chức năng, mà Cộng hòa Nhân dân Ba Lan rất thích.
Ngày nay, khách sạn có 205 phòng, bao gồm phòng đơn và phòng đôi, với hai phòng phù hợp cho người khuyết tật. Một nhà hàng, quán bar, phòng tắm hơi, phòng tắm nắng, khu vực mát-xa cũng có sẵn.

## Hình ảnh

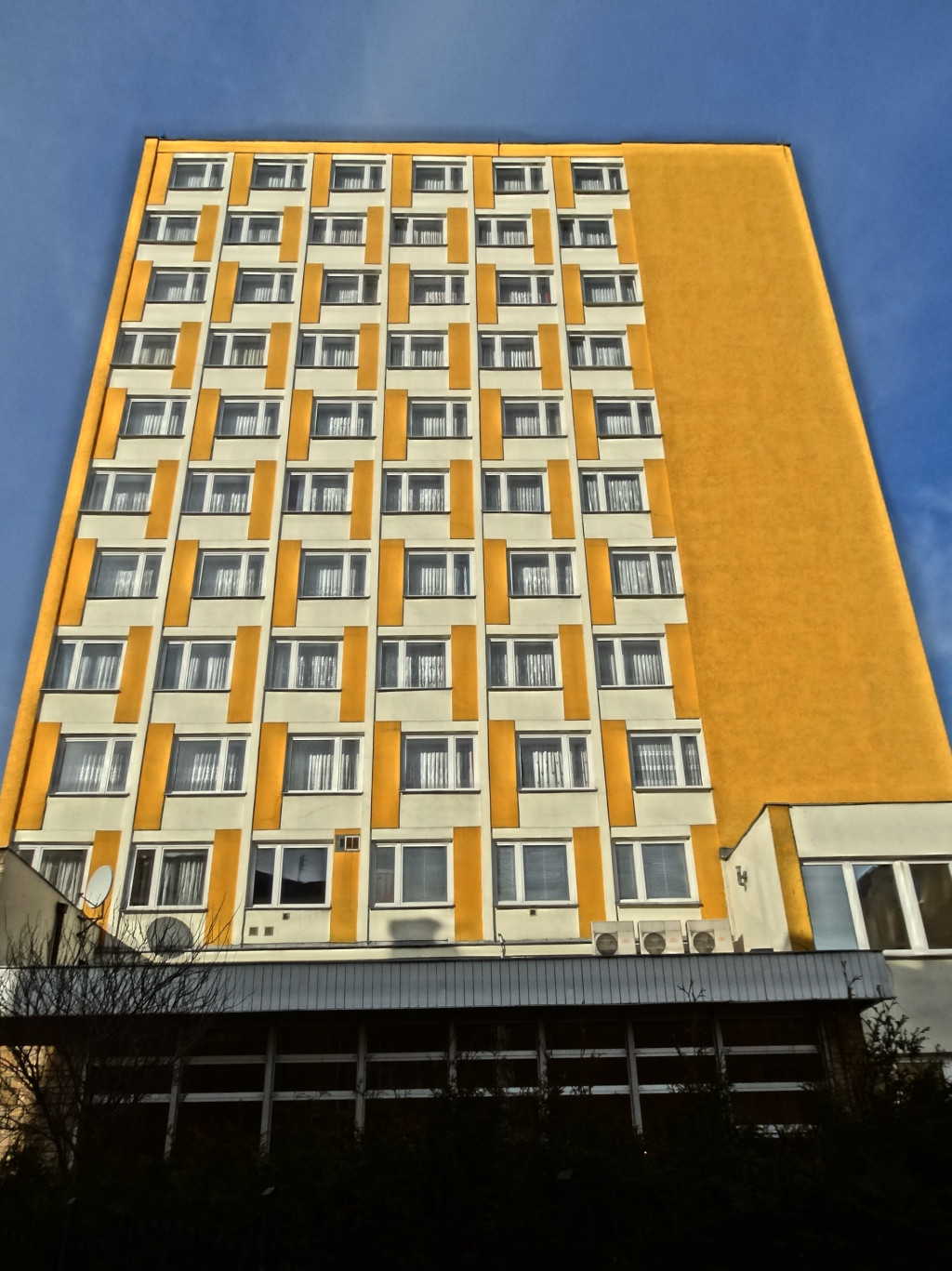
Nhìn từ đường Śniadecki
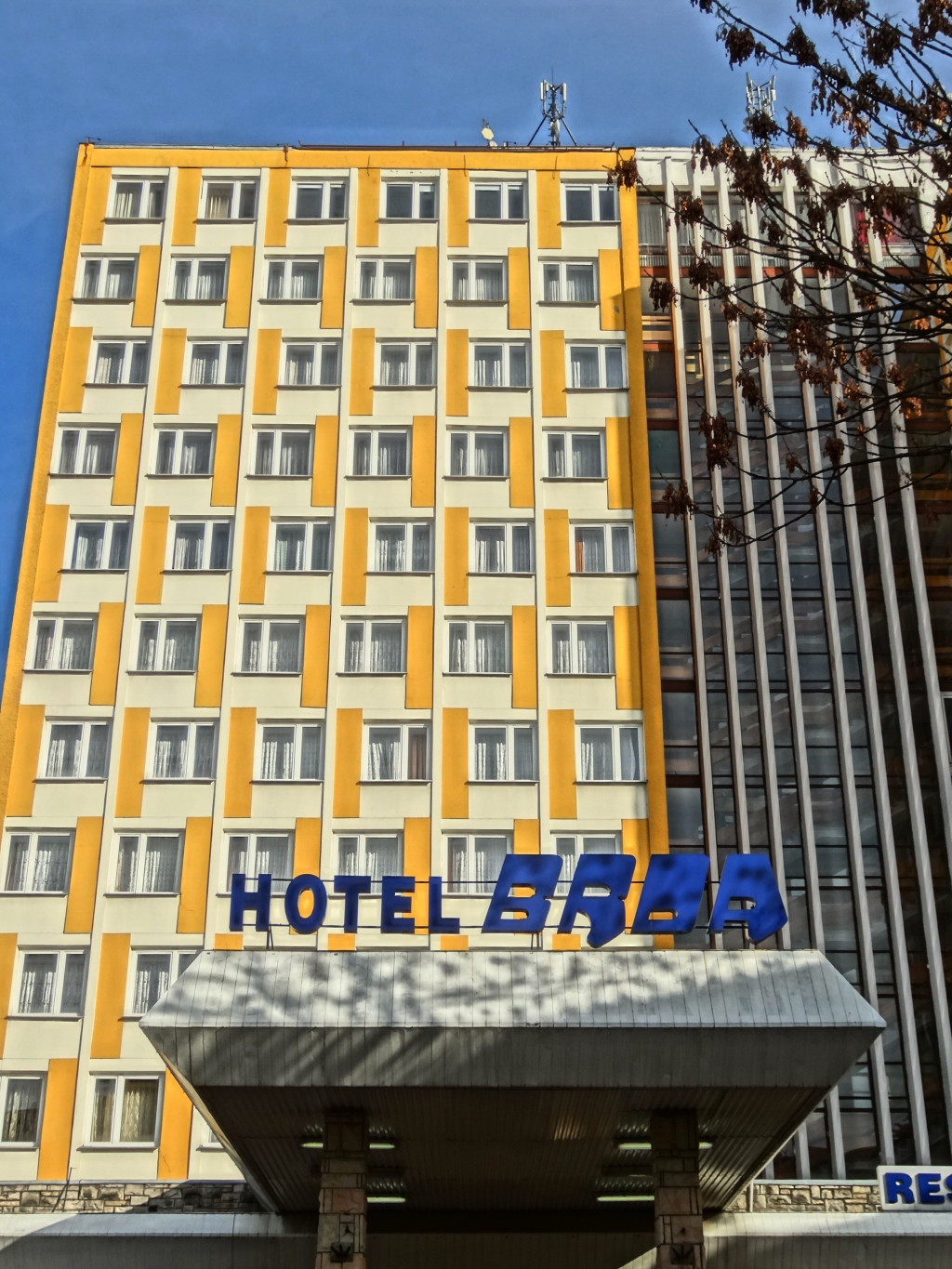
Nhìn từ đường Dworcowa
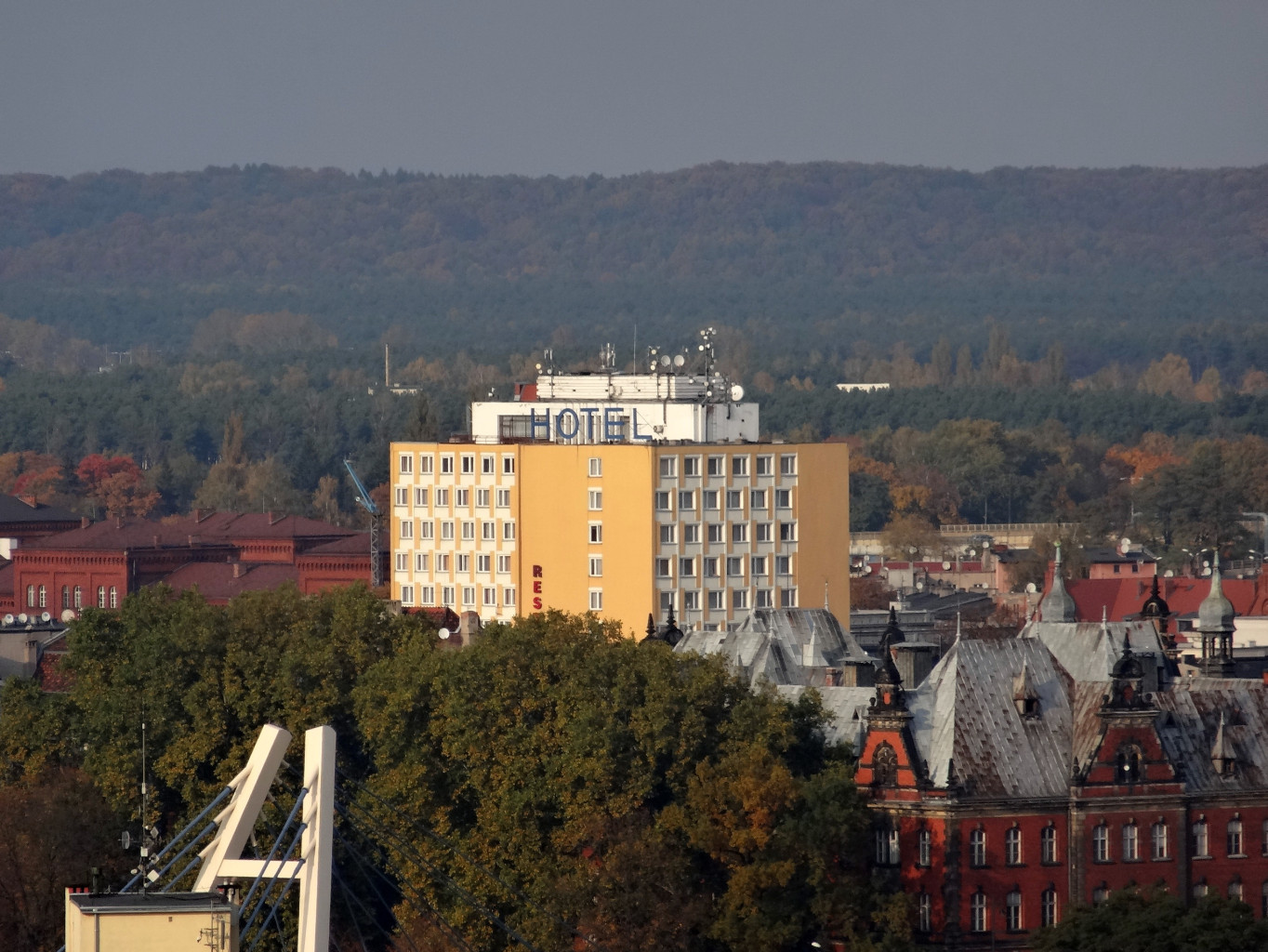
Nhìn chim